# Norbert W. Mitzel

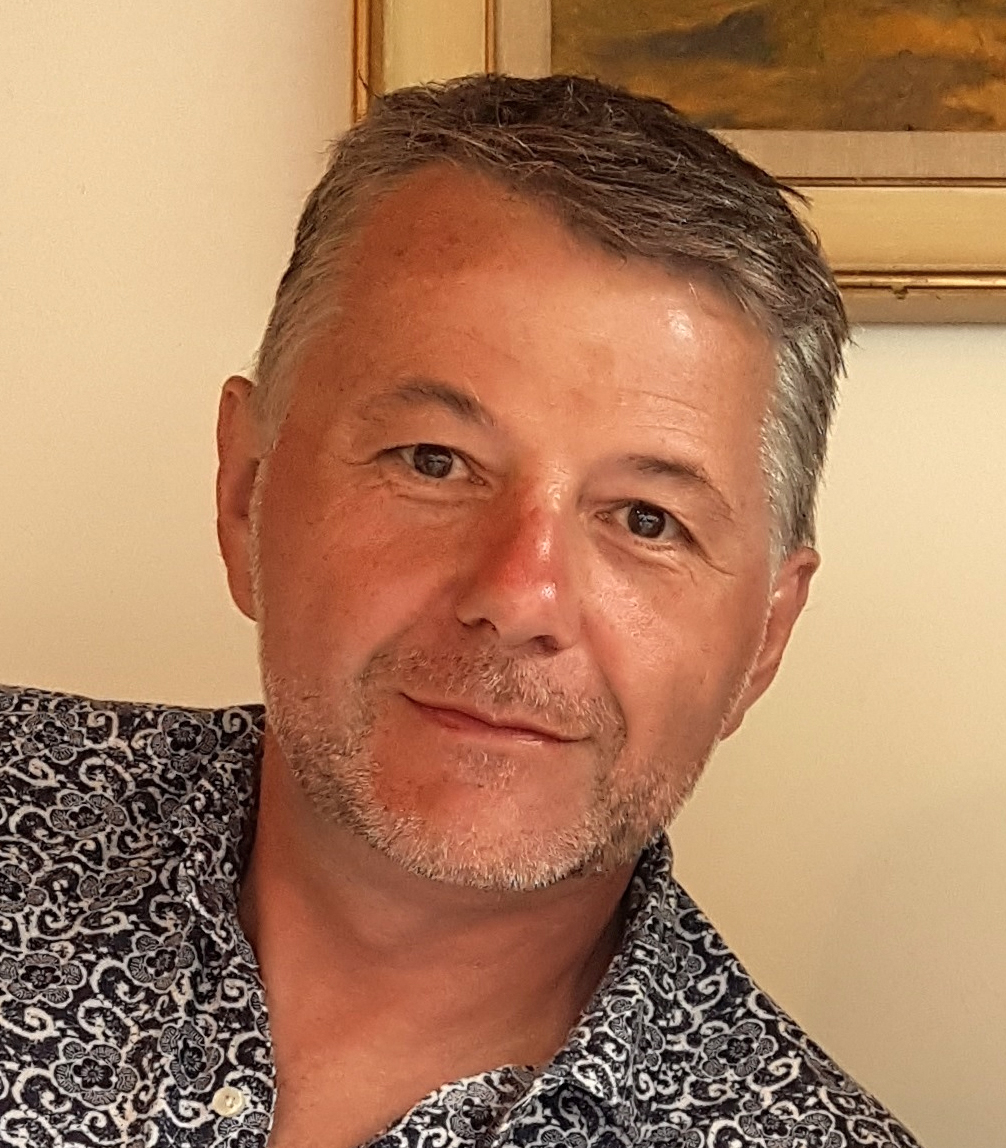
Norbert W. Mitzel (2017)

Norbert Mitzel (* 14. Juli 1966 in Augsburg) ist ein deutscher Chemiker und Professor für Anorganische Chemie und Strukturchemie.

## Leben
Norbert Werner Mitzel studierte von 1985 bis 1991 Chemie an der Technischen Universität München und legte 1991 sein Diplomexamen ab. 1993 promovierte er bei Hubert Schmidbaur über „Flüchtige Silylamine, -hydrazine und -hydroxylamine“. Er arbeitete zwei Jahre lang mit David W. H. Rankin an der University of Edinburgh. Seine Habilitation schloss er 2000 in München an der Technischen Universität München ab. Er erhielt im Jahr 2001 einen Ruf an die Technische Universität Berlin, folgte aber 2002 einem Ruf an die Westfälische Wilhelms-Universität Münster und 2007 einem Ruf an die Universität Bielefeld auf einen Lehrstuhl für Anorganische Chemie und Strukturchemie.

## Werk
Mitzel ist Autor von ca. 400 wissenschaftlichen Artikeln. Er ist ein präparativer anorganischer Chemiker, vorwiegend tätig auf dem Gebiet der Hauptgruppenchemie und beschäftigte sich unter anderem mit der präparativen Chemie des Elements Silicium (flüchtige Hydridosilane, Silicium als Lewis-Säure, hyperkoordinierte Verbindungen), des Elements Stickstoff (Hydrazine und Hydroxylamine), dem Element Phosphor (Ylide, Phosphorane), den Elementen Aluminium, Gallium und Indium (Lewis-Säure-Chemie), den frühen Übergangsmetallen und den Lanthanoiden.
Mitzel ist auch Strukturchemiker. Hier widmet er sich besonders der Strukturaufklärung kleiner Moleküle in verschiedenen Phasen. Er betreibt eines der wenigen Laboratorien weltweit, in denen Gasphasenstrukturen mittels Gas-Elektronenbeugung aufgeklärt werden. Festkörperstrukturen von bei Raumtemperatur flüssigen oder gasförmigen Substanzen werden mittels in-situ-Kristallisation und Kristallstrukturanalyse untersucht, Strukturen in Lösung mittels verschiedener Methoden der NMR-Spektroskopie.

## Auszeichnungen
- Marie Curie Fellowship der Europäischen Union (1994)
- Bayerischer Habilitationsförderpreis 1996 des Bayerischen Ministers für Kultur, Wissenschaft und Kunst
- ADUC-Jahrespreis 1999 für Habilitanden (der Arbeitsgemeinschaft deutscher Universitätsprofessoren)
- Heisenberg-Stipendium der Deutschen Forschungsgemeinschaft (2001)
- Egon-Wiberg-Vorlesung, Ludwig-Maximilians Universität München (2018)

## Schriften (Auswahl)
- mit Jan-Hendrik Lamm: Phase-Dependence of Molecular Structures Arising from Weak London Dispersion Interactions. In: Accounts of Chemical Research. Band 56, Nr. 23, 5. Dezember 2023, ISSN 0001-4842, S. 3379–3391, doi:10.1021/acs.accounts.3c00480.
- mit Benedikt Waerder, Martin Pieper, Leif A. Körte, Timo A. Kinder, Andreas Mix, Beate Neumann, Hans‐Georg Stammler: A Neutral Silicon/Phosphorus Frustrated Lewis Pair. In: Angewandte Chemie International Edition. Band 54, Nr. 45, 2. November 2015, ISSN 1433-7851, S. 13416–13419, doi:10.1002/anie.201504171.
- mit David W. H. Rankin: SARACEN – molecular structures from theory and experiment: the best of both worlds. In: Dalton Transactions. Nr. 19, 24. September 2003, ISSN 1477-9234, S. 3650–3662, doi:10.1039/B307022K.
- mit Udo Losehand, Anan Wu, Dieter Cremer, David W. H. Rankin: (N,N -Dimethylaminoxy)trifluorosilane: Strong, Dipole Moment Driven Changes in the Molecular Geometry Studied by Experiment and Theory in Solid, Gas, and Solution Phases. In: Journal of the American Chemical Society. Band 122, Nr. 18, 1. Mai 2000, ISSN 0002-7863, S. 4471–4482, doi:10.1021/ja994542w.
- mit Alexander J. Blake, David W. H. Rankin: β-Donor Bonds in SiON Units: An Inherent Structure - Determining Property Leading to (4+4)-Coordination in Tetrakis-(N,N -dimethylhydroxylamido)silane. In: Journal of the American Chemical Society. Band 119, Nr. 18, 1. Mai 1997, ISSN 0002-7863, S. 4143–4148, doi:10.1021/ja9640004.